# Šmartno ob Paki
Šmartno ob Paki (Duits: Sankt Martin an der Pack) is een gemeente in Slovenië en ligt aan de Paka. Šmartno telde in 2002 2913 inwoners. De gemeente telt de volgende plaatsen: Gavce, Gorenje, Mali Vrh, Paška vas, Podgora, Rečica ob Paki, Skorno, Slatina, Šmartno ob Paki, Veliki Vrh
De plaats is genoemd naar Sint-Maarten, eveneens patroonheilige van de plaatselijke kerk. De eerste vermelding van Šmartno vindt plaats in 1256. Eerste sporen van bewoning dateren echter al uit de Romeinse tijd. Boven Šmartno ob Paki ligt de Olijfberg met daarop de votiefkerk van H. Kruis, die de bestemming van bedevaartgangers is.
In Šmartno wordt aan landbouw, veelal wijnbouw, gedaan.

## Geboren
- Bojan Prašnikar (1953), voetballer en voetbalcoach
- Ana Drev (1985), alpineskiester
- Lana Golob (1999), voetbalster

Bistrica ob Sotli · Braslovče · Celje · Dobje · Dobrna · Gornji Grad · Kozje · Laško · Ljubno · Luče · Mozirje · Nazarje · Podčetrtek · Polzela · Prebold · Radeče · Rečica ob Savinji · Rogaška Slatina · Rogatec · Šentjur pri Celju · Slovenske Konjice · Šmarje pri Jelšah · Šmartno ob Paki · Solčava · Šoštanj · Štore · Tabor · Velenje · Vitanje · Vojnik · Vransko · Žalec · Zreče